# Смежные права
Сме́жные права́ — совокупность норм, предоставляемых по российскому законодательству для правовой охраны интересов соответствующих категорий правообладателей в отношении следующих результатов (объектов) интеллектуальной деятельности:

- исполнений артистов-исполнителей и дирижеров, постановок режиссёров-постановщиков спектаклей (исполнения), если эти исполнения выражаются в форме, допускающей их воспроизведение и распространение с помощью технических средств;
- фонограмм, то есть любых исключительно звуковых записей исполнений или иных звуков либо их отображений, за исключением звуковой записи, включенной в аудиовизуальное произведение;
- сообщений передач организаций эфирного или кабельного вещания, в том числе передач, созданных самой организацией эфирного или кабельного вещания либо по её заказу за счет её средств другой организацией;
- базы данных в части их охраны от несанкционированного извлечения и повторного использования составляющих их содержание материалов;
- произведения науки, литературы и искусства, обнародованные после их перехода в общественное достояние, в части охраны прав публикаторов таких произведений

— Статья 1304. Объекты смежных прав
На законодательном уровне смежные права впервые были регламентированы Законом об авторском праве Австрии в 1936 году (статьи 66-80).
Термин «примыкающие права» был впервые использован в итальянском законе 1941 года (Раздел второй: "Положения, относящиеся к примыкающим правам при соблюдении авторского права").
Иногда смежные права связаны с произведениями, которые не охраняются авторским правом, например, произведения, которые являются всеобщим достоянием. Например, фортепианный концерт Бетховена может быть исполнен в концертном зале или записан на компакт-диск без лицензионных отчислений правообладателям, поскольку Бетховен умер в 1827 году, и все его произведения являются всеобщим достоянием (и не подлежат охране авторским правом). Однако исполнитель такого концерта (пианист и оркестр), так же, как и производитель компакт-диска, содержащего запись концерта, будут пользоваться смежными правами в отношении, соответственно, своего исполнения концерта или его записи. То есть в рассматриваемом случае никто не имеет права записывать живое исполнение такого концерта без разрешения исполнителей. Также никто не имеет права делать копии фонограммы, являющейся звукозаписью этого фортепианного концерта, без разрешения производителя звукозаписи.
Стоит отметить, что звукозаписи могут пользоваться охраной, даже если они не являются произведениями. Звукозапись может содержать звуки природы, такие, как пение птиц, океанские волны и т. д., а фирма звукозаписи, организовавшая производство содержащих эти звуки аудионосителей, будет иметь охрану против не разрешённого ею использования этой записи.

## Субъекты смежных прав
Субъектами смежных прав по российскому законодательству являются следующие категории правообладателей:
- исполнители (музыканты, певцы, пародисты, актёры, танцоры и т. д.);
- производители фонограмм (изготовители фонограмм);
- организации эфирного или кабельного вещания;
- изготовители баз данных;
- публикаторы.

Права исполнителей признаются в силу того, что их творческое участие необходимо для того, чтобы дать жизнь, например, музыкальным произведениям, драматическим и хореографическим произведениям и кинофильмам, и в силу того, что они имеют оправданный интерес в правовой охране их индивидуальных интерпретаций.
Права производителей записей признаются в силу того, что их творческие, финансовые и организационные ресурсы необходимы для доведения записанного звука до аудитории в виде коммерческих фонограмм (на материальных носителях). Они также имеют законные интересы в обладании юридическими средствами, необходимыми для принятия действий против случаев противоправного использования, будь то изготовление и распространение незаконных копий, или несанкционированное эфирное вещание, или доведение фонограмм до сведения аудитории.
Права организаций вещания признаются вследствие их роли в доведении произведений до широкой аудитории и в связи с оправданностью их интереса в осуществлении контроля над передачей и ретрансляцией их вещательных передач.

## Смежные права на совместное исполнение

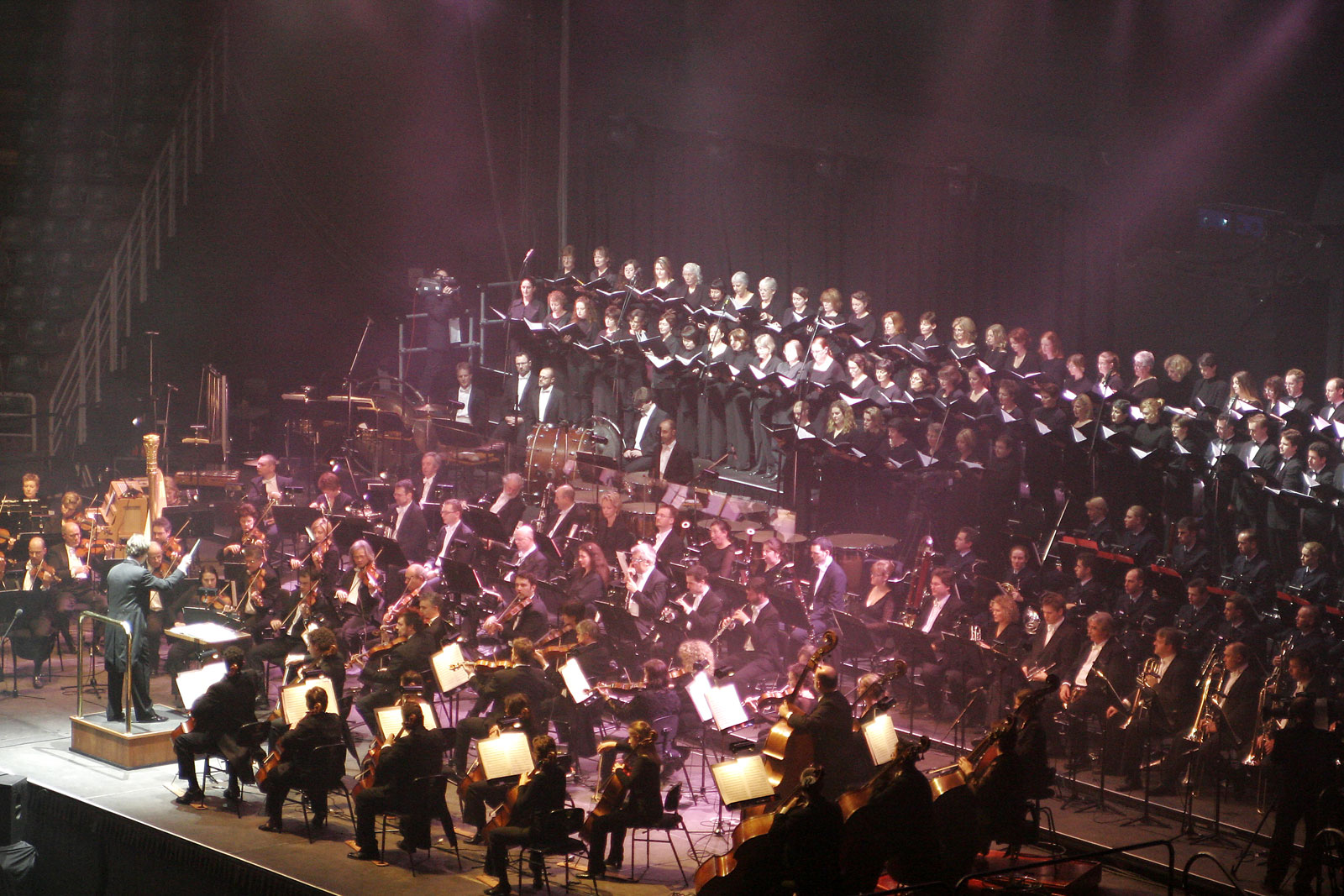
Симфонический оркестр и хор

Смежные права на совместное исполнение принадлежат совместно принимавшим участие в его создании членам коллектива исполнителей (актерам, занятым в спектакле, оркестрантам и другим членам коллектива исполнителей) независимо от того, образует такое исполнение неразрывное целое или состоит из элементов, каждый из которых имеет самостоятельное значение. Доходы от совместного использования совместного исполнения распределяются между всеми правообладателями поровну, если соглашением между ними не предусмотрено иное.
Смежные права на совместное исполнение осуществляются руководителем коллектива исполнителей, а при его отсутствии — членами коллектива исполнителей совместно, если соглашением между ними не предусмотрено иное. Если совместное исполнение образует неразрывное целое, ни один из членов коллектива исполнителей не вправе без достаточных оснований запретить его использование.
Элемент совместного исполнения, использование которого возможно независимо от других элементов, то есть элемент, имеющий самостоятельное значение, может быть использован создавшим его исполнителем по своему усмотрению, если соглашением между членами коллектива исполнителей не предусмотрено иное.
Каждый из членов коллектива исполнителей вправе самостоятельно принимать меры по защите своих смежных прав на совместное исполнение, в том числе в случае, когда такое исполнение образует неразрывное целое.

## Международная охрана смежных прав
Первой организованной международной реакцией на необходимость в предоставлении правовой охраны трём категориям бенефициаров смежных прав стало заключение в 1961 году Международной конвенции по охране прав исполнителей, производителей фонограмм и организаций эфирного вещания («Римской конвенции»).
В отличие от большинства международных конвенций, которые, как правило, синтезируют существующее национальное законодательство многих стран, Римская конвенция явилась попыткой установить международно-правовые нормы в новой области, по которой к тому времени существовало незначительное число национальных законов. Поэтому большинство государств до присоединения к Конвенции должны были составить проекты законов о смежных правах и принять их.
Со времени принятия Конвенции в 1961 году множество государств осуществили законодательные инициативы в вопросах, относящихся к смежным правам настолько, что их внутреннее законодательство «превысило» минимальные уровни охраны, установленные Конвенцией.
Одной из самых крупных международных реакцией на всё возрастающие потребности в правовой охране смежных прав стало заключение Договора ВОИС по исполнениям и фонограммам («ДИФ»), подписанного в Женеве 20 декабря 1996 года. В нём предусматривалось предоставление дополнительной охраны имущественных и неимущественных прав исполнителей и производителей фонограмм, в частности, в отношении их использования в цифровом виде, включая использование сети Интернет. Договор вступил в силу 20 мая 2002 года. Для России ДИФ вступил в силу с 5 февраля 2009 года.

## Защита смежных прав
Что касается обеспечения защиты прав, то средства судебной защиты от случаев нарушения смежных прав, как правило, аналогичны средствам, которыми располагают обладатели авторского права, — это:
- охранительные или временные меры;
- гражданско-правовые средства защиты;
- уголовные санкции;
- меры, предпринимаемые на границе;
- а также меры, средства судебной защиты и санкции против злоупотреблений в отношении технических устройств.

Идея смежных прав привлекла внимание и как способ защиты устного культурного наследия многих развивающихся стран, которое является частью их фольклора, поскольку именно исполнители часто знакомят широкую аудиторию с этим фольклорным наследием. Предоставляя охрану смежным правам, развивающиеся страны могут тем самым также предоставить охраны обширному, древнему и бесценному культурному наследию, являющемуся метафорой их собственного существования и подлинности, а на самом деле, той сущностью, которая разделяет культуры соседствующих стран и народов всего мира.
Предполагается, что защита производителей фонограмм и организаций эфирного вещания помогает создать основу для национальных отраслей промышленности, способных распространять национальное культурное наследие в пределах страны и, что более важно, на рынках за её пределами. Огромная популярность того, что называется «мировой музыкой», демонстрирует, что такие рынки существуют, однако не всегда материальные блага в результате использования этих рынков возвращаются в страну, являющуюся колыбелью культурного наследия.

## Срок действия смежных прав
Срок действия охраны смежных прав в соответствии с Римской конвенцией составляет, по меньшей мере, 20 лет, начиная с конца года, в котором:
- состоялось исполнение, что касается исполнений, не вошедших в фонограммы;
- была осуществлена фиксация (запись) в случае фонограмм и исполнений, вошедших в фонограммы;
- состоялась вещательная передача.

Многие национальные законы, охраняющие смежные права, предоставляют более продолжительный срок охраны, нежели минимальный срок, предусмотренный в положениях Римской конвенции.
В соответствии с Соглашением ТРИПС права исполнителей и производителей фонограмм охраняются в течение, по меньшей мере, 50 лет, считая с конца календарного года, в котором была сделана запись исполнения или имело место исполнение, а права организаций эфирного вещания — в течение, по меньшей мере, 20 лет, считая с конца календарного года, в котором была сделана вещательная передача. Это означает, что странам, присоединившимся к Соглашению ТРИПС, нужно пересмотреть и предусмотреть в своих законах (или соответственно изменить эти законы) более продолжительный срок охраны, чем тот, который требуется Римской конвенцией.

## Срок действия исключительного права на объекты смежных прав
Срок действия исключительного права на объекты смежных прав согласно Гражданскому кодексу РФ (часть 4):
- на исполнение действует в течение всей жизни исполнителя, но не менее 50 лет, считая с 1 января года, следующего за годом, в котором осуществлены исполнение, либо запись исполнения, либо сообщение исполнения в эфир или по кабелю;
  - если исполнитель был репрессирован и посмертно реабилитирован, срок действия исключительного права считается продленным, и 50 лет исчисляются с 1 января года, следующего за годом реабилитации;
  - если исполнитель работал во время ВОВ или участвовал в ней, то срок (50 лет) продлевается еще на 4 года;
- на фонограмму действует в течение всей жизни производителя фонограммы и 50 лет после его смерти, считая с 1 января года, следующего за годом, в котором была осуществлена запись;
  - в случае обнародования фонограммы исключительное право действует в течение 50 лет, считая с 1 января года, следующего за годом, в котором она была обнародована при условии, что фонограмма была обнародована в течение 50 лет после её записи;
- на сообщение радио- или телепередачи действует в течение 50 лет, считая с 1 января года, следующего за годом, в котором имело место сообщение радио- или телепередачи в эфир или по кабелю;
- исключительное право изготовителя базы данных возникает в момент завершения её создания и действует в течение 15 лет, считая с 1 января года, следующего за годом её создания; срок возобновляется при каждом обновлении базы данных;
- исключительное право публикатора на произведение (к которому приравнивается программа для ЭВМ) возникает в момент обнародования этого произведения и действует в течение 25 лет, считая с 1 января года, следующего за годом его обнародования.

По истечении данных сроков действие смежных прав прекращается, а указанные выше объекты могут перейти в общественное достояние (если срок действия авторских прав также истёк к этому моменту).

## Знак правовой охраны смежных прав
Изготовитель фонограммы и исполнитель, а также иной обладатель исключительного права на фонограмму или исполнение, вправе для оповещения о принадлежащем ему исключительном праве использовать знак охраны смежных прав - ℗, который помещается на каждом оригинале или экземпляре фонограммы и (или) на каждом содержащем её футляре и состоит из трёх элементов — латинской буквы «P» в окружности, имени или наименования обладателя исключительного права, года первого опубликования фонограммы.
При этом под экземпляром фонограммы понимается её копия на любом материальном носителе, изготовленная непосредственно или косвенно с фонограммы и включающая все звуки или часть звуков либо их отображения, зафиксированные в этой фонограмме.
Под отображением звуков понимается их представление в цифровой форме, для преобразования которой в форму, воспринимаемую слухом, требуется использование соответствующих технических средств.

## Правовые акты
- Международная конвенция об охране прав исполнителей, производителей фонограмм и вещательных организаций (Римская конвенция)
- Соглашение ТРИПС
- Договор ВОИС по исполнениям и фонограммам (ДИФ) (недоступная ссылка)
- Конвенция о распространении несущих программы сигналов, передаваемых через спутники (Брюссельская конвенция)
- Конвенция об охране интересов производителей фонограмм от незаконного воспроизводства их фонограмм (Женевская конвенция)
- Гражданский Кодекс РФ (Часть 4) от 18.12.2006 N 230-ФЗ (принят ГД ФС РФ 24.11.2006)